# 游雅
游雅（404年—461年），字伯度，小名黄头，广平任（今河北任县东）人，北魏官吏，北魏三游之一。
高允作《征士颂》頌三十四人，游雅為其中之一。

## 生平
游雅刚毅、寡言，少有高才。魏太武帝神䴥四年（431年），广平游雅、渤海高元、博陵崔绰等被太武帝徵拜为中书博士，迁著作郎，同时入京。
神麚六年，擢为东宫内侍长，负责东宫安全。期间游雅代表北魏出使刘宋，交涉和亲事宜。向宋朝提出和亲请求，拓跋焘愿以女儿嫁给武陵王刘骏为妃，同时宋文帝刘义隆将女儿嫁给拓跋焘之孙，屡次立功，拓跋焘又擢为散骑侍郎，跟随太武帝马后侍卫。不久太武帝赐爵为广平子。
太延五年（439年），为太子少傅。太和十二年（451年），魏太武帝又命游雅、高允、中书侍郎胡方回等改定律制。拓跋焘对吩咐制定刑罚，宽、严、疏、密，一定要适中。他們利用仅半年时间，修订三百九十一条律令，经太武帝审阅后在全国施行，对北魏政权建设起作用。
正平二年（452年）十月，平定宗爱之亂有功。游雅迎新帝拓跋濬即位有功，进爵为侯，另加建议将军，又擢为散骑常侍。
兴安二年（453年）山东平安民變，遂封游雅为平南将军，带兵平叛，仅半年平之。同年十一月，陇西王景文聚众起义，文成帝下诏封雅为雍州刺史平叛。北魏每州设三个刺史，汉人一，鲜卑两，用以监督汉人。游雅团结鲜卑人刺史，将王景文制服。并徙众三千家于赵魏。
任刺史近三年，能严格要求下属，曾数次只身私访，为民伸冤。有一县令，仗势欺压百姓，雅毫不姑息杀之。雍州由盗贼四起到夜不闭户，史书记载，在任廉白，甚有惠政。不久文成帝下诏晋为假梁郡公。
太安三年（457年）二月回朝，拜为秘书监。同年六月，魏文成帝命重修国史，游雅因崔浩前車之鑑，乃称病在家，不勤著述，竟無所成。
《北史·游雅传》：“雅性刚戇，好自矜诞，凌猎人物。”因論議短長忿陳奇，遂陷陳奇被族夷，為論者所斥。
和平二年（461年）春去世，终年58岁，魏文成帝下令追赠梁郡公祠，设专人看守祭坟。后逐渐发展繁衍成村，称为庙上村。文成帝下令使雅子游僧奴、孙游雙鳳沿袭父爵。
著有《太华殿赋》等。

## 墳墓
2008年考古工作者與任縣歷史文化研究會的發現假梁郡公游雅之墓，封土高十米，東西長約30米，南北長約25米。在研究游氏姓氏文化，任縣歷史變遷以及南北朝時期政治、文化、風俗等方面均具有很高的價值。

## 延伸阅读
[在维基数据编辑]
 《魏書/卷54》，出自魏收《魏书》
 《北史·卷034》，出自李延壽《北史》